# 试量镇
试量镇，是中华人民共和国河南省周口市鹿邑县下辖的一个乡镇级行政单位。

## 行政区划
试量镇下辖以下地区：
镇北社区、试量建设路社区、试量文化路社区、镇东社区、任庄村、李屯村、翟集村、马刘村、李金兰村、后杨楼村、杨楼村、崔大村、孙庙村、付庄村、夏集村、时庄村、程庄村、余庄村、金砦村、薛桥村、郎庄村、碾李村、南丁村、胡砦村、胡小楼村、曹庄村、段楼村、丁铺村和丁大村。